# Maus Presságios

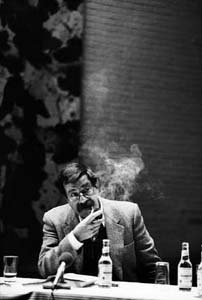
Günter Grass em 1986.

Unkenrufe é uma obra do romancista alemão Günter Grass publicada em 1992.

## Enredo
Os personagens principais são Alexander Reschke e Alexandra Piatkowska. Ele, viúvo, professor de história da arte. Ela, também viúva, trabalha com douração: a arte de dourar.  Através de seu romance passa a se conhecer um pouco da história do leste europeu e os dilemas com os quais convive a população que ali habita. 

As cidades de Wilno, na Lituânia, e Dantzig, na Polônia, são os espaços principais da narrativa. Os mandatários políticos dessas cidades oscilaram durante todo o século XX entre Alemanha, Letônia e Lituânia devido a disputas territoriais e guerras.  

É no ano de 1989, com o Muro de Berlim prestes a ruir na Alemanha, que o casal protagonista assume o compromisso de garantir aos alemães que foram expulsos da Polônia e aos poloneses expulsos da Lituânia o direito de regresso a pátria, ao menos momento do último descanso, ou seja, a morte. Surge assim a sociedade Polono-Germano-Lituana de cemitérios. 

Sua construção acaba se dando somente na Polônia, pois o governo da Lituânia estava mais preocupado em se tornar uma nação independente da URSS. O cemitério - que daria aos alemães o direito de descansar na terra que consideravam sua - atinge um grande número de sócios e contribuintes que permitem que a ideia se consolide. 

Com o tempo, no entanto, o que de início era uma ideia humanizadora passa a ser um investimento comercial. Os sócios não mais se importam com o descanso que essas pessoas sofridas poderão ter, mas sim com os lucros que o cemitério pode promover. 

Alexander e Alexandra deixam a sociedade. Posteriormente, durante uma viagem de carro a Itália, os dois sofrem um acidente de carro e morrem. Uma irônica morte, pois, ao final da narrativa, ambos são enterrados como indigentes em solo estrangeiro.

## Representação da natureza
Ao longo do romance O Tambor, o rufar marca um ritmo de caos e protestos na obra. Não diferente na obra Maus presságios outro som marca a melodia do romance, trata-se do coaxar dos sapos. A própria obra nos traz a significação para esta presença : “coaxar dos sapos anuncia desgraças..”
Ainda dentro do romance vemos outro elemento relacionado a natureza: “E continuavam caindo folhas do arvoredo velho e crescido depois. A folha que flutua livremente. É preciso ver como toda a emblemática que rodeia a morte continua submetida à Natureza”. Temos então o par desgraças e morte.
A narrativa conta a história de um viúvo e uma viúva que se encontraram no dia de finados e a partir daí passam a viver um romance. Os protagonistas Alexandre e Alexandra decidem  uma Sociedade Polono- Germano- Lituana de Cemitério. Ela é polonesa e ele é alemão e juntos vão lutar pela justiça e vão viver uma história de verão. A história tem uma clara referência a situação histórico-social da Alemanha na época, abordando temas como o império prussiano, a reunificação da Alemanha e o Muro de Berlim.  
Este anúncio de desgraças e morte na narrativa pode, além de referir-se a própria vida das personagens, relacionar-se ao futuro da Alemanha e até da humanidade. 
A simbologia das estações também se faz presente no livro. Segundo Chevalier em seu Dicionário de símbolo, as estações representam o ciclo da humanidade, o mito do eterno retorno, os constantes reinícios. Na obra estas estações representariam a repetição de atitudes humanas que fazem retornar sempre alguma série de desgraças e os constantes reinícios após a mesma.  A primavera simbolizaria o reflorescimento, ligada a ideia da reconstrução é portanto a estação mais marcada na obra. O verão representaria a vida, e o amor das personagens. O outono seria a passagem desta vida para a morte, que por fim teria seu símbolo no inverno, onde o ciclo encerraria, ou começaria de novo.
Retornando aos sapos e suas premonições, retirando da obra alguns trechos ilustra-se a significação do sapo: “O sapo indica nossa sorte é o que se diz.”; “ o que se podia ouvir ali, em meados de maio, eram angustiantes gritos premonitórios de sapos.”; “por todas as partes coaxavam sapos.”. Estes elementos vão marcando o ritmo de desgraças do romance já indicando um fim trágico. A voz das personagens também vão unir-se a este coaxar: “e a forma reivindicativa como ela emite sua palavras. misturando-se ao repique dos sapos.” um coro de protestos e premonições, é preciso repensar na humanidade.
“O tempo era muito instável.” A melodia é cantada: “... só um grito de sapo: breve, longo, longo...breve, longo, longo.”.